# Vignogn
Vignogn foi uma comuna da Suíça, no Cantão Grisões, com cerca de 190 habitantes. Estendia-se por uma área de 7,91 km², de densidade populacional de 24 hab/km². Confinava com as seguintes comunas: Degen, Lumbrein, Obersaxen, Sankt Martin, Suraua.
A língua oficial nesta comuna era o Romanche.

## História
Em 1 de janeiro de 2013, passou a formar parte da nova comuna de Lumnezia.